# Cultura de Buenos Aires
Buenos Aires é a cidade de maior importância cultural da Argentina e uma das principais na América Latina, há muitas características em comum com a cultura das cidades do Rio da Prata. A cidade tem um espectro cultural muito amplo devido à diversidade de quem a habitou ao longo de sua história. Um exemplo disso é o lunfardo, que se desenvolveu e estendeu desde meados do século XIX nas zonas pobres de Buenos Aires, Rosário e Montevideo. Este argot tem aportes idiomáticos provenientes da Itália, França, Galiza e Portugal, assim como da população negra e crioula local. O lunfardo ficou imortalizado nas letras da música popular, particularmente nas do tango. A gastronomia portenha também se destaca por sua diversidade, ainda que o denominador comum é o emprego de carnes e a influência italiana, nas receitas, muito difundida pelas correntes migratórias provenientes desse país em princípios do século XX.

## Museus, teatros e bibliotecas
O desenvolvimento cultural se aprecia na grande quantidade de museus, teatros e bibliotecas que se pode encontrar na cidade. A Avenida Corrientes, em cujos tradicionais cafés e bares evolucionou o tango em princípios e meados do século XX, é a artéria onde se encontram alguns dos teatros mais importantes. Neste sentido, Buenos Aires conta com uma oferta muito diversa, e muitos dos teatros de maior relevância dependem diretamente do Governo da cidade: o Teatro Colón, o Teatro General San Martín, o Teatro Alvear, o Teatro Regio, o Teatro Sarmiento e o Teatro de la Ribera, entre outros. Também existe uma importante atividade no Teatro Nacional Cervantes, o Centro Cultural Recoleta, o Centro Cultural General San Martín, o Teatro Maipo e a grande quantidade de teatros independentes que se encontram distribuídos pelos bairros.

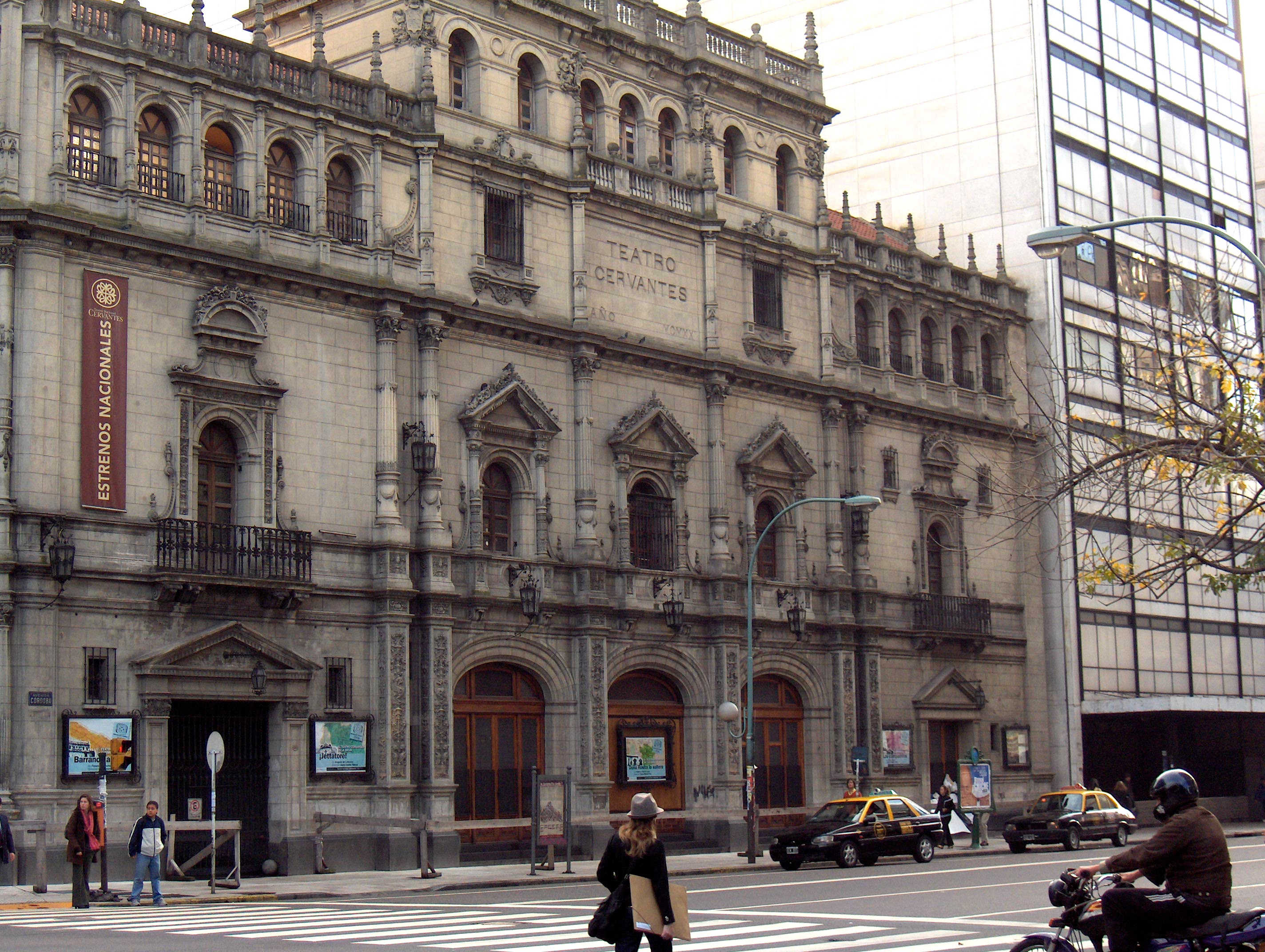
O Teatro Nacional Cervantes é o único teatro nacional da República Argentina.

O Governo da cidade administra dez museus que abarcam diferentes temáticas: desde as artes plásticas (Museu de Artes Plásticas Eduardo Sívori) até a história (Museu Histórico de Buenos Aires Cornelio de Saavedra), passando pelo cinema (Museu do Cinema Pablo Ducrós Hicken). Também existem muitos museus dependentes do Governo Nacional (como o Museu da Casa Rosada) ou de fundações (como o Museu de Arte Latino-Americano de Buenos Aires).
Da cidade dependem 26 bibliotecas públicas que contam com 317.583 exemplares. Além disso existem muitas bibliotecas dependentes dos diferentes Poderes da Nação, assim como das diferentes universidades que se encontram na capital.
Buenos Aires se distingue além disso como o maior centro editorial do país, já que ali residem as editoras mais importantes, e é também a cidade onde se editam os diários e revistas de maior tirada. A indústria editorial de Buenos Aires é uma das mais competitivas da região, e a densidade de livrarias é bastante alta. Em diferentes lugares se pode conseguir com regularidade livros antigos, primeiras edições e publicações em diferentes idiomas, sobretudo nos comércios localizados na Avenida de Maio e na Avenida Corrientes, entre Callao e 9 de Julio.

## Música
A música popular nas primeiras décadas do século XX era o Tango, que começou a entrar em decadência a partir da segunda metade deste século, resurgindo nos últimos anos com seu estilo clásico e misturas de música eletrônica.
A partir do final da década de 1960, em muitos centros urbanos do país surgiram o rock argentino, seus cantores mais importantes eram perseguidos pela Polícia Federal Argentina, devido ao regime autoritário da época em que o país vivia em ditadura.